# 岩井敬太郎
岩井 敬太郎（いわい けいたろう、1873年〈明治6年〉1月14日 - 1963年〈昭和38年〉12月）は、日本の内務官僚。福岡県大牟田市長。

## 経歴
長崎県に貞方定衛の三男として生まれ、岩井範一の養子となった。1900年（明治33年）、東京帝国大学法科大学政治科を卒業し、翌年に高等文官試験に合格した。警視庁警部となり、1902年（明治35年）には同警視・小石川警察署長に昇進した。1905年（明治38年）からは韓国に渡り、韓国政府警務顧問補佐官、統監府書記官、韓国政府内部書記官などを務めた。
1910年（明治43年）より、宮崎県事務官・警察部長、静岡県事務官・警察部長、青森県内務部長、長崎県内務部長、神奈川県内務部長を歴任し、1918年（大正7年）に退官した。
1922年（大正11年）、大牟田市長に就任し、1929年（昭和4年）まで務めた。その後、名誉職平戸町長を務めた。

## 編著
- 『顧問警察小誌』（韓国内部警務局、1910年）